# Rembert Dodoens
Rembert Dodoens (o Rembert Van Joenckema o Rembert Dodonée; 29 de junio de 1517, Malinas - 10 de marzo de 1585, Leiden) fue un botánico y médico flamenco.

## Biografía
Tras realizar sus estudios de medicina, cosmografía, y geografía en Lovaina y con su doctorado de 1535, visita las universidades de Francia, Italia, Alemania.
Se establece como médico en Malinas, en 1538. Se casa con Kathelijne De Bruyn, en 1539; y de 1542 a 1546 permanece en Basel. Tiene una cátedra en la Universidad de Lovaina, en 1557. Rechaza una oferta para ser médico cortesano del emperador Felipe II de España.
En 1574, es médico de la corte del emperador Maximiliano II de Habsburgo, en Viena, sin dudas gracias a la ayuda de su amigo Charles de l'Écluse. Y continua bajo el reinado de Rodolfo II, sucesor de Maximiliano II. Luego pasa a Colonia y a Amberes, obteniendo una cátedra de medicina en Leiden, en 1582.
Su interés por la botánica fue de orden médico, y por esa razón escribe un herbario. Utiliza las planchas de la obra de Leonhart Fuchs y agrega nuevos grabados, completando 715 imágenes. Una edición en flamenco, Crŭÿdeboeck, aparece en 1554 seguido de una versión en francés, Histoire des plantes (la traducción la hace Charles de l'Écluse); y en inglés (vía L'Ecluse) en 1578 por Henry Lyte (A new herbal, or historie of plants), y al latín en 1583. En esos tiempos, fue el libro más traducido después de la Biblia. Se convirtió en una obra de renombre mundial, usada como libro de referencia por dos siglos.
En 1583, Dodoens publica Pemptades, obra más botánica que la precedente. Sus propias observaciones son mezcladas con las de Charles de l'Écluse y de Mathias de l'Obel, haciendo difícil saber la parte de cada uno.

## Obras
- Herbarium (1533)
- Den Nieuwen Herbarius (1543)

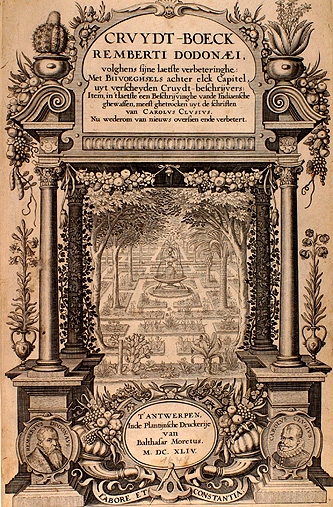
Tapa de Cruydt-Boeck.

- Cosmographica in astronomiam et geographiam isagoge (1548)
- De frugum historia (1552)
- Trium priorum de stirpium historia commentariorum imagines (1553)
- Posteriorum trium de stirpium historia commentariorum imagines (1554)
- Cruydeboeck (1554)
- Frumentorum, leguminum, palustrium et aquatilium herbarum, ac eorum quae eo pertinent historia, Amberes, (1566) ;
- Florum et coronariarum odoratarumque nonnullarum herbarum historia, Amberes, (1568)
- Purgantium aliarumque eo facientium, tum et radicum, convolvulorum ac deleteriarum herbarum historiae, (1574)
- Historia vitis vinique, (1580)
- Physiologices medicinae tabulae (1580)
- Medicinalium observationum exempla rara (1581)
- Stirpium historiae pemptades sex, 1583, obra resumen de todos sus trabajos
- Praxis medica (1616) (póstumo)
- Ars medica, ofte ghenees-kunst (1624) (póstumo)

## Honores

### Epónimos
Géneros
- (Anacardiaceae) Dodonaea Plum. ex Adans.[2]
- (Sapindaceae) Dodonaea Mill. ex L.[3]

Especies
| - (Apiaceae) Ferulago dodonaei Kostel. - (Apiaceae) Phellandrium dodonaei Bubani - (Apiaceae) Smyrnium dodonaei Spreng. | - (Clusiaceae) Hypericum dodonaei Vill. ex Steud. - (Geraniaceae) Pelargonium dodonaei Hoffmanns. | - (Onagraceae) Chamaenerion dodonaei Schur ex Fuss - (Onagraceae) Chamerion dodonaei (Vill.) Holub - (Onagraceae) Epilobium dodonaei Vill. |

- La abreviatura «Dodoens» se emplea para indicar a Rembert Dodoens como autoridad en la descripción y clasificación científica de los vegetales.[12]